# DUNE/デューン 砂の惑星
『DUNE/デューン 砂の惑星』（原題: Dune、作中でのタイトルはDune: Part One）は、2021年のアメリカ合衆国の叙事詩的SF映画。フランク・ハーバートの1965年の小説『デューン砂の惑星』を原作とした、2部作の1作目。監督をドゥニ・ヴィルヌーヴ、脚本をエリック・ロス、ジョン・スペイツ、ヴィルヌーヴが務め、主要キャストとしてティモシー・シャラメ、レベッカ・ファーガソン、オスカー・アイザック、ジョシュ・ブローリン、ステラン・スカルスガルド、スティーヴン・ヘンダーソン、ゼンデイヤ、デヴィッド・ダストマルチャン、チャン・チェン、シャロン・ダンカン＝ブルースター、シャーロット・ランプリング、ジェイソン・モモア、ハビエル・バルデムが出演している。
『デューン砂の惑星』は、1971年以降複数の映画製作者が映画化の権利を所有するなど何度も映画化が試みられたが、物語の複雑さ重厚さにより映像化が困難な小説とされていた。過去には1970年代にアレハンドロ・ホドロフスキーが10時間以上の大作映画構想を企画するが製作中止に終わり製作過程が『ホドロフスキーのDUNE』として2013年に公開、1984年にはデイヴィッド・リンチが映画『デューン/砂の惑星』、2000年にはリチャード・P・ルビンスタインがテレビシリーズ『デューン/砂の惑星』をそれぞれ製作している。ドゥニ・ヴィルヌーヴが製作する本作は通算5度目の映像化作品となる。
『DUNE/デューン 砂の惑星』は、2021年9月3日に第78回ヴェネツィア国際映画祭でプレミア上映された。ワーナー・ブラザース・ピクチャーズは、2021年9月15日に2D、3D、IMAXで国際的に劇場公開し、アメリカでは2021年10月22日に劇場公開とHBO Maxでのストリーミング配信で同時公開した。批評家からは、ビジュアル、野心などが概ね高く評価され、1億6500万ドルの製作費に対し、全世界で2億2320万ドルの興行収入を記録した。
続編『デューン 砂の惑星PART2』は、2024年に公開された。前日譚ドラマシリーズ『デューン 預言』は、2024年配信が開始された。

## ストーリー
人類が宇宙に進出した紀元102世紀末、惑星カラダンを治める領主レト・アトレイデス公爵は、バーディシャー皇帝の命により、宇宙で最も価値のある物質「メランジ」の唯一の供給源である砂漠の惑星アラキスの統治権を受け入れる。メランジは人間の寿命を延ばして超人的な思考力を与え、超光速で宇宙船を操舵する航宙士には欠かせないスパイスである。公爵は富をもたらすアラキス統治が皇帝らによって仕組まれた複雑な罠であることを察知していたが、愛妾レディ・ジェシカ、息子で後継者のポール、そしてカラダンの最も信頼できる臣下と精鋭を率いアラキスに赴任する。
レディ・ジェシカは、ベネ・ゲセリット教団が数々の秘術を教え込み、「魔女」と恐れられる女性の一人だった。何十世代も続く教団には女性しかおらず、特権階級に美しい女を送り込み、星々の庶民には伝導で信仰を植え付けて、政治にも深く関与していた。そんな中、レト公爵と深く愛し合ったジェシカは、公爵の望む世継ぎの男児ポールを生んだ。しかも、ポールをベネ・ゲセリット流に鍛えるジェシカ。教団にとって男性のベネ・ゲセリットは「クイサック・ハデラッハ」と呼ばれ、過去と未来を統べる「救世主」を意味するが、これまでに男性でその地位を目指した者は、ことごとく失敗し死亡していた。
砂に覆われた過酷な環境で、原住民である砂漠の民フレメンによって「デューン」と呼ばれるアラキスには、数世紀前に教団が伝道した根強い信仰があった。救世主「リサーン・アル＝ガイブ」は外の世界から訪れるという教団にとって都合の良い信仰で、ポールこそ「その人」ではと信じる一部の信心深いフレメンたち。予知夢を見るようになっていたポールは、空気中や食事に含まれるスパイス(メランジ)の影響で、未来の戦闘や運命の女性との出合いを感知した。
レト公爵は巨大な砂虫（サンドワーム）に襲われる危険なスパイス採掘作業を引き継ぐが、皇帝と結託した宿敵ハルコンネン男爵らの侵攻により謀殺され、ポールとジェシカはアラキスの砂漠に逃げ延びた。砂漠に隠れ住むフレメンと出合ったポールたちは、試練の末にスティルガー率いる小集団に受け入れられ、ポールは運命の女性チャニと出会った。

## 登場人物
本作では原作小説と比較して、一部の登場人物の名前が変更されているため、エンディングクレジットに表記されているのを基準に記載する。また、最初に映像作品として一般公開に至った『デイヴィッド・リンチが監督した映画』との比較点や、本作の映像ソフト版に収録された特典映像『皇帝と領主たち（THE ROYAL HOUSES）』についても記載する。

### アトレイデス公爵家とその関係者
ポール・アトレイデス(Paul Atreides)
演 - ティモシー・シャラメ、日本語吹替 - 入野自由
主人公。アトレイデス公爵家の後継者。帝国内のパワー・バランスを巡る陰謀に巻き込まれ、全宇宙から命を狙われる身となる。
レディ・ジェシカ・アトレイデス(Lady Jessica Atreides)
演 - レベッカ・ファーガソン、日本語吹替 - 皆川純子
ヒロイン。ポールの母でレト公爵の愛妾にして、帝国の真実を語る女性のみで結成された秘密結社ベネ・ゲゼリットのメンバー。
レト・アトレイデス公爵(Duke Leto Atreides)
演 - オスカー・アイザック、日本語吹替 - 森川智之
ポールの父でありアトレイデス公爵家の当代公爵。帝国内のパワー・バランスを巡る陰謀に巻き込まれる。
スフィル・ハワト(Thufil Hawat)
演 - スティーヴン・マッキンリー・ヘンダーソン、日本語吹替 - 浦山迅
アトレイデス公爵家のメンタート。
ウェリントン・ユエ医師(Dr. Wellington Yueh)
演 - チャン・チェン、日本語吹替 - 津田健次郎
アトレイデス公爵家のスク・ドクター。妻がいる。
ガーニイ・ハレック(Gurney Halleck)
演 - ジョシュ・ブローリン、日本語吹替 - 大塚芳忠
アトレイデス公爵家の武術指南役。ダンカンがアラキスへの先遣隊に選ばれた関係で、彼に代わってポールを鍛錬する。
ダンカン・アイダホ(Duncan Idaho)
演 - ジェイソン・モモア、日本語吹替 - 安元洋貴
アトレイデス公爵家のもう1人の武術指南役で、敏腕の飛行士。ポールに剣を指導していることもあって、彼からは慕われている。

### フレメン
チャニ(Chani)
演 - ゼンデイヤ、日本語吹替 - 内田真礼
ポールの夢の中に出てくる謎の少女。
スティルガー(Stilgar)
演 - ハビエル・バルデム、日本語吹替 - 大塚明夫
フレーメンの部族長。ダンカンの要請を承諾し、レト公爵との交渉を行う。
ジャミス(Jamis)
演 - バブス・オルサンモクン、日本語吹替 - 高木渉
フレメンの男。ポールと決闘で闘う。

### ハルコンネン男爵家とその関係者
ウラディミール・ハルコンネン男爵(Baron Vladimir Harkonnen)
演 - ステラン・スカルスガルド、日本語吹替 - 勝部演之
ハルコンネン男爵家の当代男爵。過度の肥満。
ラッバーン・ハルコンネン(Beast Rabban Harkonnen)
演 - デイヴ・バウティスタ、日本語吹替 - 立木文彦
ハルコンネン男爵の甥。残虐な性格を持っている。
原作小説では名前が「グロッス・ラッバーン」であったが、本作ではラッバーンが名で、ハルコンネンの姓を有する人物である。また、原作小説では彼が鞭を振るってガーニーの頬に傷を付けたというエピソードがあるが、本作ではこのエピソードは描かれず、劇中で初登場する際に腰に鞭をぶら下げている様子が描かれているだけである。
パイター・ド・ヴリース(Piter de Vries)
演 - デヴィッド・ダストマルチャン、日本語吹替 - 上田燿司
ハルコンネン家のメンタートでハルコンネン男爵の最側近。常に冷静に振舞う。
『皇帝と領主たち』においてパイターを演じたダストマルチャンは「彼は男爵に心を歪まされている」とコメントしている。

### ベネ・ゲセリット
ガイウス・ヘレネ・モヒアム(Reverend Mother Mohiam)
演 - シャーロット・ランプリング、日本語吹替 - 野沢由香里
ベネ・ゲセリットの教母で、ジェシカの恩師。また、シャダム4世に仕える読真師（トゥルースセイヤー）でもある。
ベネ・ゲセリットの修道女(Bene Gesserits Sister)
演 - スーアド・ファレス
ベネ・ゲセリットの一員で、帝国使節団においては団長のすぐ斜め後ろに位置しており、団長が「皇帝の命を伝えるにあたっての見届け人」を紹介する中で最後に紹介されたり、命令書にレトが印象を刻印するための蝋を垂らしたりと、使節団における事実上のNo.2であった。またこの際、ジェシカにテレパシーで教母モヒアムがカラダンを訪問する旨を伝えた。

### コリノ家とその臣下
シャッダム4世
宇宙帝国を統治する、当代のバーディシャー皇帝。リンチ版では本作に該当する劇中前半部で登場していたが、本作では名前のみの登場となる。彼が諸大領家の中で最も勢いのあるアトレイデス公爵家の勢力を削ごうとしたことが物語の発端であるが、その思惑はレト公爵とハルコンネン男爵の双方に見抜かれており、後者はラッバーンに対して「皇帝は危険な、嫉妬深い男」と評している。
皇女イルーラン
シャッダム4世の娘で、原作小説では「ムアッディブ」ことポールの伝記を執筆した人物。リンチ版では父親と同様に登場していたが、本作ではポールがジェシカやカインズ博士との会話の中で「皇帝に男子はおらず、娘は皆未婚」とその存在に触れたのみである。
使者(Herard of the Change)
演 - ベンジャミン・クレメンティーン、日本語吹替 - 間宮康弘
皇帝よりアトレイデス公爵家に派遣された帝国使節団の団長で、「皇帝の命を伝える伝令官」と称する。
リエト・カインズ博士(Dr. Liet Kynes)
演 - シャロン・ダンカン＝ブルースター、日本語吹替 - 本田貴子
アラキスに監察官として20年も暮らしている、帝国の生態学者。このため、アラキスや香料、フレメンについてとても詳しく、かつフレメンと同じく青い眼（イバードの眼）の持ち主。
原作小説では男性で、チャニの父親であるが、本作では女性として登場する。また、チャニとの血縁関係について本作では一切語られず、劇中でポールは彼女が学者であると同時にフレメンという2つの顔を持っていることについて「かつて愛するフレメンがいたが、死別した」と彼女の過去について推察している。

## 作中用語

### 場所
惑星アラキス / DUNE
全てを砂に覆われた"砂の惑星"。植物が自生できない砂に覆われた過酷な環境であり "サンドワーム"と呼ばれる全てを飲み込む生物などもおり、人間が居住するのはほぼ不可能な惑星。「宇宙で最も貴重な物質」だと呼ばれる抗老化作用や、意識拡張の効能を持つ"スパイス"が産出される。この惑星には砂の世界に適応した先住民"フレメン"が住んでいる。

### 物質
スパイス / メランジ
「宇宙で最も貴重な物質」と呼ばれる物質で、抗老化作用や意識の拡張、超能力的な感覚を高める効能がある。宇宙航海などにも使用される。

### 生物
サンドワーム
惑星アラキスに生息する巨大生物。惑星外からの人間には恐怖の存在であると思われているが、先住民"フレメン"の崇拝対象となっており、シャイ=フルードと呼ばれる。音に敏感で、サンドウォークと呼ばれる特殊な歩き方をしなければ引き寄せてしまう。

### 民族
フレメン
惑星アラキスの先住民。独自の言語を使用し、地中に隠れ複数の集落を作り生活をしている。サンドワームを崇拝対象としている。水が最も貴重な存在であるため、唾を吐きかける行為が友好の挨拶であったりと独自の文化を持っている。
ベネ・ゲセリット
修道女の集団であり所属するのは女子のみの秘密結社。教育機関としての側面が強く、精神的にも身体的にも訓練され、所属している女性は一般の兵隊を圧倒する戦闘力を誇る。また訓練を受けた女性は、相手が嘘をついているか見分ける力や自分の声"ボイス"で相手を思い通りに動かす能力も習得している。この集団内で教育された女性を戦略的に結婚/出産させる事で"クウィサッツ・ハデラック"を産み出すという人間の交配計画を画策している集団でもある。

### 人物
クウィサッツ・ハデラック
ベネ・ゲセリットが数世紀にも渡り行っている交配計画の末に誕生させようとしている救世主であり超能力者。

### 技術
クリスナイフ
フレメンが扱うサンドワームの死体から採取した歯で作られたナイフ。崇拝の対象であるサンドワームから取り出された神聖な武器として主要に使われている。

### 能力
ボイス
ベネ・ゲセリットで鍛錬をすることで得られる能力の一つで、相手に対して声を発し命令することで受けとる相手の意思を無視して命令を遂行させることができる。

## 製作

### 企画

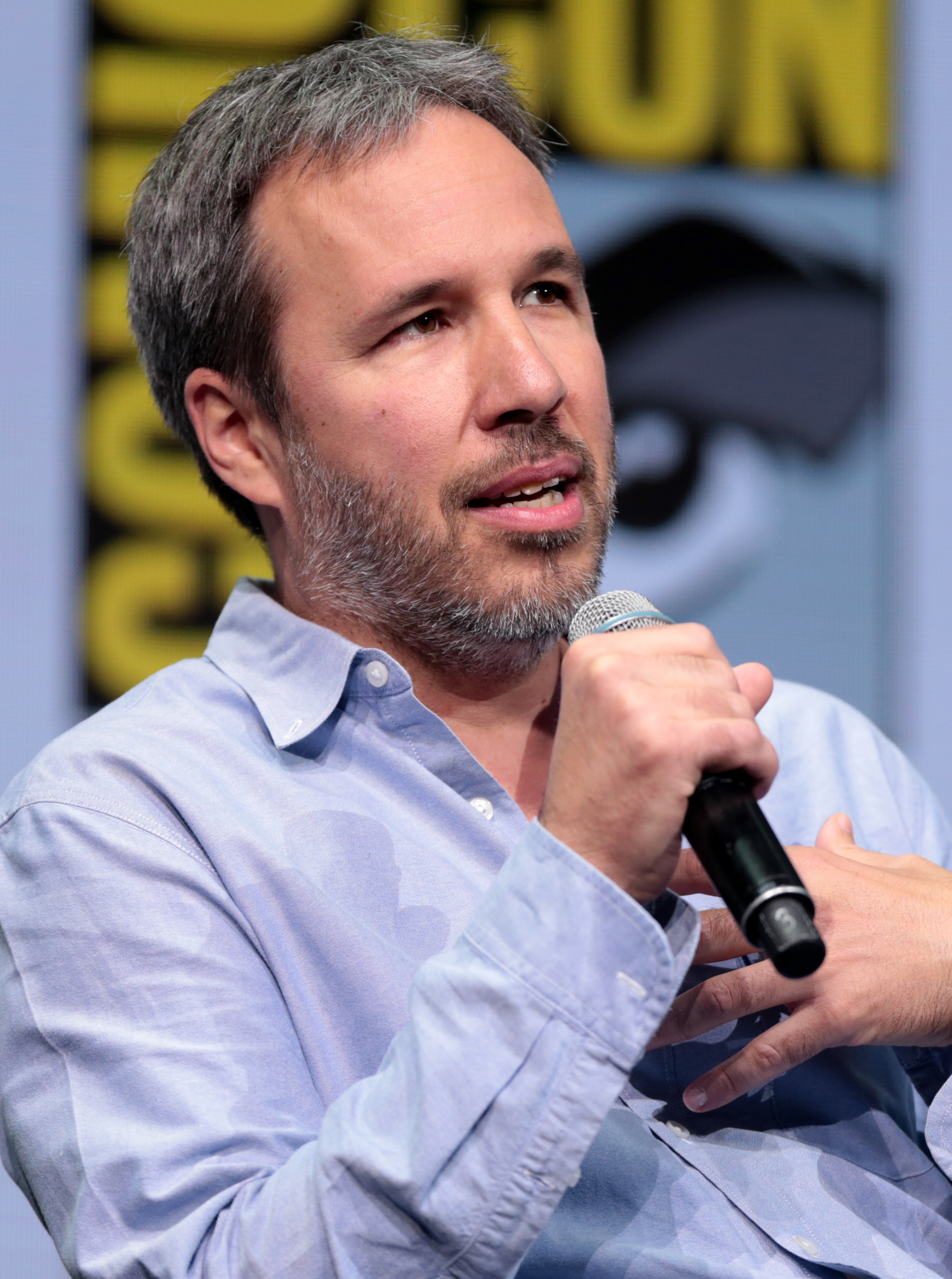
ドゥニ・ヴィルヌーヴ

2008年、パラマウント映画は『デューン砂の惑星』の映画化を発表し、監督にはピーター・バーグが起用された。しかし、2009年10月にバーグが降板し、2010年1月にピエール・モレルが後任の監督に起用されることが発表された。その後、権利失効に伴い『デューン』の権利保有者リチャード・P・ルビンスタインとの間で話し合いが行われたが合意にいたることができず、2011年3月にパラマウント映画は製作中止を発表した。
2016年11月21日、レジェンダリー・ピクチャーズが『デューン砂の惑星』の映画化・テレビ化の権利を取得したことが発表された。同時期にバラエティ誌は、スタジオがドゥニ・ヴィルヌーヴと監督就任について話し合いを行っていることを報じている。ヴィルヌーヴは同年9月時点で「私の長年の夢は『デューン砂の惑星』を実写化することでした。しかし、権利を獲得するためには長いプロセスが必要で、成功するとはとても思えません」と語っており、『メッセージ』『ブレードランナー 2049』の製作が完了するまでは監督を引き受けることが困難と感じていた。2017年2月までに、原作者フランク・ハーバートの息子ブライアン・ハーバートはヴィルヌーヴが監督を務めることを確認した。
2018年7月、ジョン・ネルソンが視覚効果スーパーバイザーに起用されたが、後に降板している。撮影監督には『ブレードランナー 2049』でヴィルヌーヴと仕事を共にしたロジャー・ディーキンスが期待されていたが、同年12月にグリーグ・フレイザーが撮影監督に起用されたことが発表された。2019年1月にジョー・ウォーカーが編集を手掛けることが発表され、この他にブラッド・ライカー（美術監督）、パトリス・ヴァーメット（プロダクションデザイナー）、ポール・ランバート（視覚効果スーパーバイザー）、ゲルド・ネフツァー（特殊効果スーパーバイザー）、トーマス・ストラザース（スタント・コーディネーター）が起用されている。プロデューサーはヴィルヌーヴ、ルビンスタイン、トーマス・タル、メアリー・ペアレントが務め、クリエイティブ・コンサルタントとしてケヴィン・J・アンダースンが参加している。2019年4月には、『ゲーム・オブ・スローンズ』で言語設定を担当したデイヴィッド・J・ピーターソンが製作に参加していることが報じられた。

### 脚本
2018年3月、ヴィルヌーヴは『デューン砂の惑星』を二部作で映画化する構想を語っており、スティーヴン・キング原作の『IT/イット “それ”が見えたら、終わり』『IT/イット THE END “それ”が見えたら、終わり。』と同じ二部作形式で映画化する契約をワーナー・ブラザースと結んだ。彼はインタビューの中で「物語の世界は非常に複雑で、その細部にこそ力が宿っている」として二部作でなければ製作に同意しなかったと語っている。しかし、その後に結ばれた契約は1作目の製作に関するものだけとなっており、2本目の製作に関しては新たな契約を結ぶ必要があると報じられている。同年4月、エリック・ロスが脚本執筆のため起用され、同年9月にはジョン・スペイツがヴィルヌーヴとロスと共同で脚本執筆に参加していることが報じられた。ヴィルヌーヴは5月時点で脚本の第一草稿が完成したことを明かしている。ブライアン・ハーバートは7月までに、脚本の最終草稿が「原作小説の約半分」まで書かれていることを確認した。
ヴィルヌーブはリンチ版『デューン/砂の惑星』を鑑賞し、彼と作品の両方に敬意を抱く一方、「私は原作に立ち戻り、読み込んだイメージに近付こうとしている」と語り、リンチ版の要素を持ち込むことを避けた。彼はリンチ版について「好きな部分もあるし、そうではない部分もある。だから、満足度は半分くらいだった」と語っており、自身が映画を手掛けることについては「この原作を映画化する必要がある。ただし、異なる感性に基づいてです」と語っている。また、ホドロフスキーが製作していた『DUNE』のコンセプトを取り入れることも避けており、「ホドロフスキーは非常にユニークで先見性のある人物です。彼は非常に強く、ユニークなヴィジョンを持っていました。私は彼とは全く異なる人間です。私がそれに挑むというのは、とてもおこがましく、そして高慢なことです」と語っている。
ヴィルヌーブは1960年代に執筆された原作を現代風にアレンジするに当たり、地球の乱開発によって起きた問題を反映させようと考え、同時に脚本を「青春物語であると同時に、若者へ行動を呼びかけるもの」と認識していた。また、内容についても簡略化を検討し、「私の目標は、ハードコアなファンならば、原作の雰囲気や詩情をそのまま感じることができるようにすることです」と語っている。彼はリンチ版『デューン/砂の惑星』で酷評された、原作における内的なモノローグやエピグラフを排除し、代わりにポールとジェシカを軸に物語が進行するように脚本を練り、2人が無言で意思疎通をするための手話を取り入れた。映画では皇帝や帝国を取り巻く政治要素は最小限に抑えられており、これはヴィルヌーブが原作のような広がりを維持しつつ、ポールの青春物語に焦点を当てることを目指したためである。ハルコンネン男爵やスフィル・ハワト、パイター・ド・ヴリースなどのキャラクターは目立った活躍は用意されず、第二部での活躍を意図した扱いに限定されている。また、ハルコンネン男爵の描写については、原作でのカリカチュアライズされたものから、より複雑な要素を持つキャラクターへの変更が意図されている。
『DUNE/デューン 砂の惑星』の大きな変更点の一つとして、女性キャラクターの扱いが挙げられる。これは女性キャラクターをより尊重し、際立たせるためであり、ヴィルヌーブは変更について「女性らしさは原作の中にも存在しましたが、もっと前面に出す必要があると思ったのです」と語っている。ジェシカ役のレベッカ・ファーガソンは「ドゥニは原作におけるフランクの仕事について敬意を払っていましたが、女性キャラクターの質については新たなレベルに引き上げられました。彼が行った複数の変更は、見事に描写されています」と語っており、ジェシカは戦士として、またベネ・ゲゼリットのメンバーとして、より大きな役割を与えられた。また、原作では男性キャラクターだったリエト・カインズ博士は女性キャラクターに変更されるなど、キャストの多様性の拡大が行われた。

### キャスティング
2018年7月、ティモシー・シャラメが主人公ポール・アトレイデス役の最終交渉を行っていることが報じられた。同年9月にレベッカ・ファーガソンがジェシカ役の交渉に入ったことが報じられ、2019年1月に起用が決まった。同月にはデイヴ・バウティスタ、ステラン・スカルスガルド、シャーロット・ランプリング、オスカー・アイザック、ゼンデイヤの出演が決まった。2月にはハビエル・バルデム、ジョシュ・ブローリン、ジェイソン・モモア、デヴィッド・ダストマルチャンの出演が決まった。3月にスティーヴン・マッキンリー・ヘンダーソンの出演が決まり、チャン・チェンが出演交渉に入った。
2019年7月、TheMix.netは原作では男性キャラクターのリエト・カインズ博士を女性キャラクターに変更して女優のシャロン・ダンカン＝ブルースターの起用を検討していると報じている。ダンカン＝ブルースターは2020年4月に出演が決まった。彼女によると、ヴィルヌーヴは「この人物の本質を捉えること」を重視しており、性別には固執しなかったという。

### 撮影
2019年3月18日からハンガリー・ブダペストのオリゴ・フィルム・スタジオで撮影が始まり、ヨルダンのワディ・ラムでも撮影が行われた。映画の前半に登場する惑星カラダンのシーンはノルウェーのスタ半島で撮影され、主要な舞台となる惑星アラキスのシーンはアラブ首長国連邦のリワ・オアシスで撮影された。最初の撮影は2019年7月に終了し、2020年8月にはブダペストで追加撮影が行われたが、この時点では公開予定日は変更されておらず、同年12月に公開が控えていた。撮影ではIMAX認証のアレクサLF、アレクサミニLFプロトタイプ、パナビジョンの大判レンズであるウルトラ・ヴィスタとHシリーズを装着したカメラを使用してIMAXフォーマット用に撮影され、一部のシーンではIMAXの全スクリーンで1.90：1、デュアルレーザープロジェクションシステムを備えたスクリーンでは1.43：1のアスペクト比になっている。
『DUNE/デューン 砂の惑星』では2000以上の視覚効果ショットが製作され、視覚効果スーパーバイザーのポール・ランバートが「サンドスクリーン」と呼ぶクロマキー合成が使用され、通常使用するグリーンバックの代わりに砂漠の色と同じブラウンバックを使用したことで、より自然な形で背景を合成することに成功した。サンドワームはCGIで製作され、サンドワームのオリジナルデザインは鯨ひげに覆われたクジラをイメージしており、動きはクジラの水中のものを参考にしている。また、サンドワームが砂漠の中から出現するシーンの撮影は爆薬を使用して表現することが検討されていたが、中東でそうした形で撮影することは現実的な方法ではなかったため、Houdiniを使用して砂の動きを表現している。ヴィルヌーブは砂の音がスタジオで製作された合成音のように聞こえることを望まなかったため、音響編集者のマーク・マンジーニとテオ・グリーンはデスヴァレーの砂の音をハイドロフォンで録音し、自然の音を劇中の音として加工する「フェイク・ドキュメンタリー・リアリズム」形式で作業を行った。

### 音楽
『ブレードランナー2049』の映画音楽を手掛けたハンス・ジマーは、撮影開始直前の2019年3月に製作への参加を明言した。当時、ジマーはクリストファー・ノーランから『TENET テネット』への参加を依頼されていたが、個人的に『デューン砂の惑星』を愛好していたことから『DUNE/デューン 砂の惑星』への参加を選択した。彼は『DUNE/デューン 砂の惑星』の音楽を従来の作曲作品と異なるものにしたいと考え、西洋オーケストラでは通常使用しない楽器を用いた「アンチ・グルーヴ」という形式で作曲を行った。また、TOTOの音楽の影響を受けないようにリンチ版『デューン/砂の惑星』の鑑賞を避け、ユタ州の砂漠で1週間過ごして砂漠の音を楽曲に取り入れた。作曲に際しては、作曲のために特注した楽器を含む様々な種類の楽器を使用し、録音にはガスリー・ゴーヴァンやロワールが参加している。追加音楽にはデイヴィッド・フレミングが参加し、ジマーと協力してテーマ性を維持して作曲を手掛けた。アトレイデス公爵家のテーマ曲にはバグパイプを使用しており、これはヴィルヌーブの「古代的で組織的」という考えに基づいて使用しており、ジマーは新型コロナウイルス感染症の世界的流行以前にエディンバラで30人のバグパイプ奏者を見付け、彼らが教会でバグパイプを演奏する姿を録音した。最初の予告編では32人の合唱団を動員し、ピンク・フロイドの「Eclipse」のカヴァーを使用している。合唱団は新型コロナウイルス感染症対策のため、サンタモニカにあるジマーのリモート・コントロール・スタジオに4グループ以上の少人数に分かれて収録に参加し、ジマーは自宅からFaceTimeを介して合唱団を指揮した。

## マーケティング
2019年2月26日、ファンコムはレジェンダリー・エンターテインメントと独占的パートナーシップ協定を結び、『DUNE/デューン 砂の惑星』のゲーム開発を発表した。2020年9月にはマクファーレン・トイズが映画のキャラクターの7インチサイズ・フィギュアの発売を発表し、同時にハルコンネン男爵の12インチサイズ・フィギュアの発売も発表された。
2020年4月13日、ヴァニティ・フェアは『DUNE/デューン 砂の惑星』に関するファーストルック・レポートを公開した。エンパイア誌の2020年10月号には予告編公開に先立ち、キャスト・スタッフのインタビューが掲載された。

## 公開
当初、『DUNE/デューン 砂の惑星』は2020年11月20日公開の予定だったが12月18日に変更された。しかし、新型コロナウイルス感染症の世界的流行に伴い公開が延期され、『THE BATMAN-ザ・バットマン-』の公開延期により空白となった2021年10月1日にIMAX及び3D上映されることに決まった。2021年6月下旬にワーナー・ブラザースは『007/ノー・タイム・トゥ・ダイ』との競合を避けるため、アメリカ公開日を10月22日に延期した。一方、HBO Maxが進出していない海外市場（フランス、イタリア、スウェーデン、スイスなど）では9月15日以降順次公開された。日本では10月15日に公開された。9月3日には第78回ヴェネツィア国際映画祭でワールドプレミア上映が行われ、この他に9月9日から開催の第46回トロント国際映画祭でも上映された。シネスフィアでは、IMAXプレミア上映も行われた。
ワーナー・ブラザースは映画計画の一環として、2021年公開の17本の映画を劇場公開と同時にHBO Maxでストリーミング配信する方針を発表した。ヴィルヌーヴはこの方針について、「ストリーミング配信は素晴らしいコンテンツを作り出せるが、『DUNE/デューン 砂の惑星』が持つ影響力と規模の映画は作れません。ワーナー・ブラザースの決定は『DUNE/デューン 砂の惑星』の興行的成功の障害となるだけでなく、最終的に利を収めるのは海賊版となることを意味します」「私たち製作チームは3年以上の歳月をかけ、他に類のない大スクリーン体験を生み出しました。私たちが細心の注意を払って作り出した映画の映像と音楽は、劇場で鑑賞することこそがベストなのです」と批判している。ヴィルヌーヴがコメントを発表した同日に放送された『サタデー・ナイト・ライブ』に出演したティモシー・シャラメはレジェンダリー・ピクチャーズのロゴが入ったパーカーを着ていたが、メディアではこの服装を「レジェンダリーへの支持とストリーミング配信への抗議」と解釈している。

## 評価

### 興行収入
Deadline Hollywoodは興行収入が3億ドルを記録するなら、「損益分岐点がそれより高かったとしても、多くの人にとって満足する結果になるだろう」と指摘している。2021年9月15日に北米以外の14市場で公開され、興行収入は3790万ドルを記録した。興行収入上位市場の成績はロシア・独立国家共同体890万ドル、フランス720万ドル、ドイツ440万ドル、台湾340万ドル、イタリア250万ドル、スペイン240万ドルとなっている。公開第2週末には32か国から2630万ドル、公開10日間の累計興行収入は7650万ドルを記録している。
中国では公開初週末の興行収入は2160万ドルを記録し、『1950 鋼の第7中隊』に次いで興行成績第2位にランクインした。北米以外の75市場における公開第4週の興行収入は2140万ドルを記録し、前週比54%減となった。中国では前週比78%減となる500万ドルを記録し、興行成績第3位にランクダウンした。11月2日には興行収入が3億ドルを超え、アメリカ以外の市場での累計興行収入は中国3400万ドル、フランス2930万ドル、ロシア2100万ドル、ドイツ2020万ドル、イギリス1880万ドルを記録している。公開第5週末の興行収入は前週比52%減の1110万ドルを記録し、中国での興行収入は210万ドルを記録している。公開第6週末の興行収入は北米以外の76か国で680万ドル（前週比41%減）、公開第7週に75か国で460万ドル、公開第8週に69か国で510万ドル、公開第9週に58か国で300万ドル、公開第10週に110万ドルを記録している。
北米では4125劇場で公開され、公開初週末の興行収入は4100万ドルを記録した。この興行成績は当初予想額（3000万ドルから3500万ドル）を上回る結果であり、ワーナー・ブラザースにとっては『ゴジラvsコング』の記録（3160万ドル）を抜いて、新型コロナウイルス感染症流行以降の公開作品として最高額のオープニング成績となった。このうち1750万ドルは公開初日のチケット売上で、510万ドルは木曜日夜のプレビュー上映の売上だった。また、ヴィルヌーブ監督作品としても歴代最高額のオープニング成績となった。公開第2週末の興行収入は前週比62%減の1550万ドルだったが、興行成績は第1位を維持した。公開第3週末の興行収入は前週比51%減の760万ドルとなり、『エターナルズ』に興行成績第1位の座を追われている。11月25日には興行収入が1億ドルを超え、『ゴジラvsコング』に続いて新型コロナウイルス感染症流行期に興行収入が1億ドルを超えたワーナー・ブラザース作品となった。12月2日にはIMAXで1週間上映され、興行収入は前週比13%減の180万ドルとなり、このうち100万ドルはIMAXの収益だった。オーストラリアではオープニング成績が340万ドルを記録し、興行成績第1位にランクインした。

### 配信視聴率
Samba TVによると、『DUNE/デューン 砂の惑星』はHBO Maxの配信初週末の視聴世帯数は190万世帯を記録した。また、TV Timeによると公開第1週から第3週にかけて全米で最も視聴された作品となったが、公開第6週には視聴率ランキング第6位に後退した。公開最終週には視聴率ランキング第3位まで上昇している。PVODサービスでの公開後、iTunesとVuduのチャートで第2位、Google Playのチャートで第7位にランクインした。翌週のチャートはiTunesで第7位、Vuduで第3位に後退したが、Google Playでは第7位を維持している。

### 批評
Rotten Tomatoesには444件の批評が寄せられ支持率83%、平均評価7.6/10となっており、批評家の一致した見解は「『DUNE/デューン 砂の惑星』は扱いにくい原作に時折苦労しているが、そのような問題はこの視覚的にスリリングな映画化の規模と野心によってほとんど影を潜めている」となっている。Metacriticでは67件の批評に基づき74/100のスコアを与え、CinemaScoreでは「A-」評価となっており、ポストトラックでは84%が好意的な評価を与えている。ヴェネツィア国際映画祭でのプレミア上映では概ね好意的な評価が多かったが、一部では否定的な評価が見られた。公開初期の評価は、映画の規模と野心を賞賛する一方、退屈に感じる人がいるというものだった。スクリーン・ラントのスティーヴン・M・カルバートは初期のころの批評を要約し、複雑なストーリーとヴィルヌーブのスタイルは人を選ぶものになり、それが否定的な評価に繋がっていると指摘している。
劇場公開後は脚本や物語の規模が評価される一方、引き延ばされた展開や原作の前半部分しか映像化されていない点が批判された。エンパイア誌のベン・トラヴィスは5/5の星を与え、「フランク・ハーバートの小説（前半部分）の映画化作品である本作は、小説の信奉者たちを驚かせ、新規参入者をスパイスの効いたヴィジョンに夢中にさせる。吸い込まれるような、畏敬の念を抱かせる偉大な作品だ。第二部が作られなければ、茶番劇になってしまうだろう」と批評している。デイリー・テレグラフのロビー・コリンも5/5の星を与え、「壮大で心をかき乱す、そして包み込むような作品」と批評している。ガーディアン紙のザン・ブルックスも5/5の星を与え、「濃密で物悲しい、そして時に荘厳な本作は、シネマコンプレックスとアート・ハウスの橋渡しとなるミッシングリンクだ」と批評している。ロサンゼルス・タイムズのジャスティン・チャンは、「ヴィルヌーブは驚くほど鮮明で、神経を高ぶらせる未来像の中にあなたを引き込むだろう」と批評している。エンターテインメント・ウィークリーのレア・グリーンブラットはB評価を与え、「ヴィルヌーブの演出の素晴らしさは……プロットの大半がプロローグであり、始まりも終わりも分からない広大なオリジン・ストーリーであるという事実を覆い隠してしまう点にある」と批評している。
物語のペース配分や原作の扱い方に関する問題点を批判する意見も出ている。バラエティ誌のオーウェン・グレイバーマンは「世界観を構築するという努力のみで、ストーリーを語るという熱意を失ってしまった……『DUNE/デューン 砂の惑星』は私たちを驚かせようとし、それは時には成功しているが、同時に催眠術のように、または毒を持った蚊のようにあなたの皮膚の下に潜り込もうとする……映画はトリックを使い果たすと、ぼんやりとした形のないものになってしまう」と批評している。タイムズのケヴィン・マーは2/5の星を与え、「全てのフレームが壮観である一方、『DUNE/デューン 砂の惑星』は退屈でもある」と批評している。TheWrapのスティーヴ・ポンドは「絢爛であり苛立たせるものであり、時に荘厳であり鈍重でもある」「『DUNE/デューン 砂の惑星』は楽しませるよりも感動させることに重点を置いているように感じる。ウンザリするほど重苦しく、SF小説の面白さを捨て去っている。『メッセージ』というよりも『ボーダーライン』『プリズナーズ』のような世界観を好んで描写している」と批評している。
原作でハーバートが用いたアラビア世界やイスラーム文化の影響を薄めつつも採用した点や、MENAの俳優を起用していない点などを批判する意見も出ている。こうした批判に対して、スペイツは「1960年代のアラブ世界は、今よりもエキゾチックでした。現在のアラブ世界は私たちと共にあり、彼らはアメリカの仲間であり、どこにでも存在するのです……現在から始まる小説の中で、惑星アラキスにある種のアラブの未来文明を築くなら、もっと発明し、借りものを減らす必要があります」とコメントしている。しかし、原作が中東文化の影響を強く受けた作品であること、MENAの俳優を起用していないことが批判の的となった。ムスリム・アメリカン・キャスティングの創設者セレーナ・ラスールはMENAの俳優の未起用を「抹消」と表現し、「MENAやイスラーム圏の俳優を起用しないのに、彼らの文化で利益を得ている。クリエイターとして苦しいところであり、私たちが映画の一部になるには不十分であることを意味しているのです」と批判している。その結果として、映画がよりオリエンタリズムの傾向がある作品になったと指摘されている。また、バックネル大学イスラーム学部准教授アリ・カージュ＝ラヴァリーは、原作に白人の救世主の要素が含まれていると指摘し、映画ではMENAの俳優が起用されていない点、ポールとジェシカを守るために殺されるキャラクターにアフリカ系俳優が起用されている点から、白人の救世主的な物語をさらに広めることになると批判している。こうした批判に対して、ヴィルヌーブは「この映画は救世主を称賛するものではありません。他人に対してどう行動するべきか、何を信じるべきかを教える救世主のような存在を批判しています。非難ではなく、批判なのです。そういう意味では関連性があり、現代的でもあります」とコメントしている。

### 受賞・ノミネート
| 映画賞                                                            | 部門                                         | 対象 | 結果       | 出典            |
| ----------------------------------------------------------------- | -------------------------------------------- | --- | ---------- | --------------- |
| AFI賞                                                             | 年間トップ10                                 | DUNE/デューン 砂の惑星 | 受賞       | [ 142 ]         |
| 第12回ハリウッド・ミュージック・イン・メディア・アワード          | SF/ファンタジー映画部門作曲賞                | ハンス・ジマー | 受賞       | [ 143 ]         |
| 第93回ナショナル・ボード・オブ・レビュー賞                        | 作品賞トップ10                               | DUNE/デューン 砂の惑星 | 受賞       | [ 144 ]         |
| 第20回ワシントンD.C.映画批評家協会賞                              | 監督賞                                       | ドゥニ・ヴィルヌーヴ | ノミネート | [ 145 ] [ 146 ] |
| 第20回ワシントンD.C.映画批評家協会賞                              | 脚本賞                                       | ジョン・スペイツ、ドゥニ・ヴィルヌーヴ、エリック・ロス | ノミネート | [ 145 ] [ 146 ] |
| 第20回ワシントンD.C.映画批評家協会賞                              | 撮影賞                                       | グリーグ・フレイザー | 受賞       | [ 145 ] [ 146 ] |
| 第20回ワシントンD.C.映画批評家協会賞                              | プロダクションデザイン賞                     | パトリス・ヴァーメット、リチャード・ロバーツ、ズサンナ・シポス | 受賞       | [ 145 ] [ 146 ] |
| 第20回ワシントンD.C.映画批評家協会賞                              | 編集賞                                       | ジョー・ウォーカー | ノミネート | [ 145 ] [ 146 ] |
| 第20回ワシントンD.C.映画批評家協会賞                              | 作曲賞                                       | ハンス・ジマー | 受賞       | [ 145 ] [ 146 ] |
| 第47回ピープルズ・チョイス・アワード                              | 作品賞                                       | DUNE/デューン 砂の惑星 | ノミネート | [ 147 ]         |
| 第47回ピープルズ・チョイス・アワード                              | ドラマ映画賞                                 | DUNE/デューン 砂の惑星 | ノミネート | [ 147 ]         |
| 第47回ピープルズ・チョイス・アワード                              | ドラマ映画俳優賞                             | ティモシー・シャラメ | ノミネート | [ 147 ]         |
| 第47回ピープルズ・チョイス・アワード                              | ドラマ映画俳優賞                             | ジェイソン・モモア | ノミネート | [ 147 ]         |
| ニューヨーク映画批評家オンライン賞                                | トップ10作品賞                               | DUNE/デューン 砂の惑星 | 受賞       | [ 148 ]         |
| 第34回シカゴ映画批評家協会賞                                      | 作曲賞                                       | ハンス・ジマー | ノミネート | [ 149 ] [ 150 ] |
| 第34回シカゴ映画批評家協会賞                                      | 衣裳デザイン賞                               | ボブ・モーガン、ジャクリーン・ウェスト | ノミネート | [ 149 ] [ 150 ] |
| 第34回シカゴ映画批評家協会賞                                      | 編集賞                                       | ジョー・ウォーカー | ノミネート | [ 149 ] [ 150 ] |
| 第34回シカゴ映画批評家協会賞                                      | 撮影賞                                       | グリーグ・フレイザー | ノミネート | [ 149 ] [ 150 ] |
| 第34回シカゴ映画批評家協会賞                                      | プロダクションデザイン賞                     | DUNE/デューン 砂の惑星 | ノミネート | [ 149 ] [ 150 ] |
| 第34回シカゴ映画批評家協会賞                                      | 視覚効果賞                                   | DUNE/デューン 砂の惑星 | 受賞       | [ 149 ] [ 150 ] |
| 第47回ロサンゼルス映画批評家協会賞                                | 撮影賞                                       | グリーグ・フレイザー | 次点       | [ 151 ]         |
| 第18回セントルイス映画批評家協会賞                                | 監督賞                                       | ドゥニ・ヴィルヌーヴ | ノミネート | [ 152 ]         |
| 第18回セントルイス映画批評家協会賞                                | 撮影賞                                       | グリーグ・フレイザー | ノミネート | [ 152 ]         |
| 第18回セントルイス映画批評家協会賞                                | 編集賞                                       | ジョー・ウォーカー | ノミネート | [ 152 ]         |
| 第18回セントルイス映画批評家協会賞                                | プロダクションデザイン賞                     | パトリス・ヴァーメット | ノミネート | [ 152 ]         |
| 第18回セントルイス映画批評家協会賞                                | 作曲賞                                       | ハンス・ジマー | 受賞       | [ 152 ]         |
| 第18回セントルイス映画批評家協会賞                                | 衣裳デザイン賞                               | ボブ・モーガン、ジャクリーン・ウェスト | ノミネート | [ 152 ]         |
| 第18回セントルイス映画批評家協会賞                                | 脚本賞                                       | DUNE/デューン 砂の惑星 | ノミネート | [ 152 ]         |
| 第18回セントルイス映画批評家協会賞                                | 視覚効果賞                                   | DUNE/デューン 砂の惑星 | 受賞       | [ 152 ]         |
| 第27回ダラス・フォートワース映画批評家協会賞                      | 作品賞                                       | DUNE/デューン 砂の惑星 | 次点       | [ 153 ]         |
| 第27回ダラス・フォートワース映画批評家協会賞                      | 監督賞                                       | ドゥニ・ヴィルヌーヴ | 次点       | [ 153 ]         |
| 第27回ダラス・フォートワース映画批評家協会賞                      | 撮影賞                                       | グリーグ・フレイザー | 受賞       | [ 153 ]         |
| 第27回ダラス・フォートワース映画批評家協会賞                      | 作曲賞                                       | ハンス・ジマー | 受賞       | [ 153 ]         |
| 第26回フロリダ映画批評家協会賞                                    | 撮影賞                                       | グリーグ・フレイザー | ノミネート | [ 154 ]         |
| 第26回フロリダ映画批評家協会賞                                    | 作曲賞                                       | ハンス・ジマー | 受賞       | [ 154 ]         |
| 第26回フロリダ映画批評家協会賞                                    | プロダクションデザイン賞                     | DUNE/デューン 砂の惑星 | 受賞       | [ 154 ]         |
| 第26回フロリダ映画批評家協会賞                                    | 視覚効果賞                                   | DUNE/デューン 砂の惑星 | 受賞       | [ 154 ]         |
| 第79回ゴールデングローブ賞                                        | 映画部門 作品賞 (ドラマ部門)                 | DUNE/デューン 砂の惑星 | ノミネート | [ 155 ]         |
| 第79回ゴールデングローブ賞                                        | 監督賞                                       | ドゥニ・ヴィルヌーヴ | ノミネート | [ 155 ]         |
| 第79回ゴールデングローブ賞                                        | 作曲賞                                       | ハンス・ジマー | 受賞       | [ 155 ]         |
| 第20回サンフランシスコ・ベイエリア映画批評家協会賞                | 監督賞                                       | ドゥニ・ヴィルヌーヴ | ノミネート | [ 156 ]         |
| 第20回サンフランシスコ・ベイエリア映画批評家協会賞                | 脚色賞                                       | ジョン・スペイツ、ドゥニ・ヴィルヌーヴ、エリック・ロス | ノミネート | [ 156 ]         |
| 第20回サンフランシスコ・ベイエリア映画批評家協会賞                | 撮影賞                                       | グリーグ・フレイザー | ノミネート | [ 156 ]         |
| 第20回サンフランシスコ・ベイエリア映画批評家協会賞                | 編集賞                                       | ジョー・ウォーカー | ノミネート | [ 156 ]         |
| 第20回サンフランシスコ・ベイエリア映画批評家協会賞                | 作曲賞                                       | ハンス・ジマー | ノミネート | [ 156 ]         |
| 第20回サンフランシスコ・ベイエリア映画批評家協会賞                | プロダクションデザイン賞                     | パトリス・ヴァーメット | ノミネート | [ 156 ]         |
| 第26回サンディエゴ映画批評家協会賞                                | 作品賞                                       | DUNE/デューン 砂の惑星 | ノミネート | [ 157 ]         |
| 第26回サンディエゴ映画批評家協会賞                                | 監督賞                                       | ドゥニ・ヴィルヌーヴ | ノミネート | [ 157 ]         |
| 第26回サンディエゴ映画批評家協会賞                                | 撮影賞                                       | グリーグ・フレイザー | 受賞       | [ 157 ]         |
| 第26回サンディエゴ映画批評家協会賞                                | 編集賞                                       | ジョー・ウォーカー | ノミネート | [ 157 ]         |
| 第26回サンディエゴ映画批評家協会賞                                | 衣裳デザイン賞                               | ボブ・モーガン、ジャクリーン・ウェスト | ノミネート | [ 157 ]         |
| 第26回サンディエゴ映画批評家協会賞                                | プロダクションデザイン賞                     | パトリス・ヴァーメット、リチャード・ロバーツ、ズサンナ・シポス | ノミネート | [ 157 ]         |
| 第26回サンディエゴ映画批評家協会賞                                | 音響賞                                       | テオ・グリーン、デイヴ・ホワイトヘッド | 受賞       | [ 157 ]         |
| 第26回サンディエゴ映画批評家協会賞                                | アンサンブル賞                               | DUNE/デューン 砂の惑星 | ノミネート | [ 157 ]         |
| 第26回サンディエゴ映画批評家協会賞                                | 視覚効果賞                                   | DUNE/デューン 砂の惑星 | 受賞       | [ 157 ]         |
| 第17回オースティン映画批評家協会賞                                | 作品賞                                       | DUNE/デューン 砂の惑星 | ノミネート | [ 158 ]         |
| 第17回オースティン映画批評家協会賞                                | 監督賞                                       | ドゥニ・ヴィルヌーヴ | ノミネート | [ 158 ]         |
| 第17回オースティン映画批評家協会賞                                | 脚色賞                                       | ジョン・スペイツ、ドゥニ・ヴィルヌーヴ、エリック・ロス | ノミネート | [ 158 ]         |
| 第17回オースティン映画批評家協会賞                                | 作曲賞                                       | ハンス・ジマー | ノミネート | [ 158 ]         |
| 第17回オースティン映画批評家協会賞                                | 撮影賞                                       | グリーグ・フレイザー | ノミネート | [ 158 ]         |
| 第17回オースティン映画批評家協会賞                                | 編集賞                                       | ジョー・ウォーカー | 受賞       | [ 158 ]         |
| 第17回オースティン映画批評家協会賞                                | スタント賞                                   | DUNE/デューン 砂の惑星 | ノミネート | [ 158 ]         |
| 第17回オースティン映画批評家協会賞                                | アンサンブル賞                               | DUNE/デューン 砂の惑星 | ノミネート | [ 158 ]         |
| 第25回トロント映画批評家協会賞                                    | 監督賞                                       | ドゥニ・ヴィルヌーヴ | 次点       | [ 159 ]         |
| 第6回シアトル映画批評家協会賞                                     | 作品賞                                       | DUNE/デューン 砂の惑星 | ノミネート | [ 160 ]         |
| 第6回シアトル映画批評家協会賞                                     | 監督賞                                       | ドゥニ・ヴィルヌーヴ | ノミネート | [ 160 ]         |
| 第6回シアトル映画批評家協会賞                                     | 作曲賞                                       | ハンス・ジマー | 受賞       | [ 160 ]         |
| 第6回シアトル映画批評家協会賞                                     | 撮影賞                                       | グリーグ・フレイザー | ノミネート | [ 160 ]         |
| 第6回シアトル映画批評家協会賞                                     | 編集賞                                       | ジョー・ウォーカー | 受賞       | [ 160 ]         |
| 第6回シアトル映画批評家協会賞                                     | プロダクションデザイン賞                     | パトリス・ヴァーメット、リチャード・ロバーツ、ズサンナ・シポス | ノミネート | [ 160 ]         |
| 第6回シアトル映画批評家協会賞                                     | 衣裳デザイン賞                               | ボブ・モーガン、ジャクリーン・ウェスト | ノミネート | [ 160 ]         |
| 第6回シアトル映画批評家協会賞                                     | 視覚効果賞                                   | ポール・ランバート、トリスタン・マイルス、ブライアン・オコナー、ゲルト・ネフツァー | 受賞       | [ 160 ]         |
| 第6回シアトル映画批評家協会賞                                     | アンサンブル賞                               | DUNE/デューン 砂の惑星 | ノミネート | [ 160 ]         |
| 第6回シアトル映画批評家協会賞                                     | 悪役賞                                       | ウラディミール・ハルコンネン男爵（ステラン・スカルスガルド） | ノミネート | [ 160 ]         |
| 第15回ヒューストン映画批評家協会賞                                | 作品賞                                       | DUNE/デューン 砂の惑星 | ノミネート | [ 161 ] [ 162 ] |
| 第15回ヒューストン映画批評家協会賞                                | 監督賞                                       | ドゥニ・ヴィルヌーヴ | ノミネート | [ 161 ] [ 162 ] |
| 第15回ヒューストン映画批評家協会賞                                | 作曲賞                                       | ハンス・ジマー | 受賞       | [ 161 ] [ 162 ] |
| 第15回ヒューストン映画批評家協会賞                                | 撮影賞                                       | グリーグ・フレイザー | 受賞       | [ 161 ] [ 162 ] |
| 第15回ヒューストン映画批評家協会賞                                | 視覚効果賞                                   | DUNE/デューン 砂の惑星 | 受賞       | [ 161 ] [ 162 ] |
| 第25回オンライン映画批評家協会                                    | 作品賞                                       | DUNE/デューン 砂の惑星 | ノミネート | [ 163 ]         |
| 第25回オンライン映画批評家協会                                    | 監督賞                                       | ドゥニ・ヴィルヌーヴ | ノミネート | [ 163 ]         |
| 第25回オンライン映画批評家協会                                    | 脚色賞                                       | ジョン・スペイツ、ドゥニ・ヴィルヌーヴ、エリック・ロス | ノミネート | [ 163 ]         |
| 第25回オンライン映画批評家協会                                    | 撮影賞                                       | グリーグ・フレイザー | ノミネート | [ 163 ]         |
| 第25回オンライン映画批評家協会                                    | 編集賞                                       | ジョー・ウォーカー | ノミネート | [ 163 ]         |
| 第25回オンライン映画批評家協会                                    | 作曲賞                                       | ハンス・ジマー | ノミネート | [ 163 ]         |
| 第25回オンライン映画批評家協会                                    | プロダクションデザイン賞                     | DUNE/デューン 砂の惑星 | ノミネート | [ 163 ]         |
| 第25回オンライン映画批評家協会                                    | 衣裳デザイン賞                               | DUNE/デューン 砂の惑星 | 受賞       | [ 163 ]         |
| 第25回オンライン映画批評家協会                                    | 視覚効果賞                                   | DUNE/デューン 砂の惑星 | 受賞       | [ 163 ]         |
| EDA賞                                                             | 脚色賞                                       | ジョン・スペイツ、ドゥニ・ヴィルヌーヴ、エリック・ロス | ノミネート | [ 164 ]         |
| EDA賞                                                             | 撮影賞                                       | グリーグ・フレイザー | ノミネート | [ 164 ]         |
| EDA賞                                                             | 編集賞                                       | ジョー・ウォーカー | ノミネート | [ 164 ]         |
| 第11回AACTA賞                                                     | 作品賞                                       | DUNE/デューン 砂の惑星 | ノミネート | [ 165 ]         |
| 第11回AACTA賞                                                     | 監督賞                                       | ドゥニ・ヴィルヌーヴ | 受賞       | [ 165 ]         |
| 第42回ロンドン映画批評家協会賞                                    | 作品賞                                       | DUNE/デューン 砂の惑星 | ノミネート | [ 166 ]         |
| 第42回ロンドン映画批評家協会賞                                    | 監督賞                                       | ドゥニ・ヴィルヌーヴ | ノミネート | [ 166 ]         |
| 第42回ロンドン映画批評家協会賞                                    | 技術功労賞                                   | ブライアン・オコナー、ポール・ランバート、トリスタン・マイルス、ゲルト・ネフツァー | 受賞       | [ 166 ]         |
| 第14回メイクアップアーティスト&ヘアスタイリスト・ギルド・アワード | 時代劇/キャラクターメイクアップ賞            | ドナルド・モワット、ジョー＝アン・マクニール、ロッキー・フォークナー、ジェニファー・スタンフィールド | ノミネート | [ 167 ] [ 168 ] |
| 第14回メイクアップアーティスト&ヘアスタイリスト・ギルド・アワード | メイクアップ効果賞                           | ドナルド・モワット、ラヴ・ラーソン、エヴァ・フォン・バール、ロッキー・フォークナー | ノミネート | [ 167 ] [ 168 ] |
| 第2回全米セットデコレーター協会賞                                 | ファンタジー・SF映画装飾/デザイン賞          | パトリス・ヴァーメット、ズサンナ・シポス | 受賞       | [ 169 ]         |
| USCスクリプター・アワード                                         | 脚色賞                                       | エリック・ロス、ジョン・スペイツ、ドゥニ・ヴィルヌーヴ | ノミネート | [ 170 ]         |
| 第28回全米映画俳優組合賞                                          | スタント・アンサンブル賞                     | DUNE/デューン 砂の惑星 | ノミネート | [ 171 ]         |
| 第5回ハリウッド批評家協会映画賞                                   | 作品賞                                       | DUNE/デューン 砂の惑星 | ノミネート | [ 172 ]         |
| 第5回ハリウッド批評家協会映画賞                                   | 監督賞                                       | ドゥニ・ヴィルヌーヴ | 受賞       | [ 172 ]         |
| 第5回ハリウッド批評家協会映画賞                                   | 作曲賞                                       | ハンス・ジマー | 受賞       | [ 172 ]         |
| 第5回ハリウッド批評家協会映画賞                                   | 撮影賞                                       | グリーグ・フレイザー | 受賞       | [ 172 ]         |
| 第5回ハリウッド批評家協会映画賞                                   | プロダクションデザイン賞                     | パトリス・ヴァーメット | ノミネート | [ 172 ]         |
| 第5回ハリウッド批評家協会映画賞                                   | 編集賞                                       | ジョー・ウォーカー | ノミネート | [ 172 ]         |
| 第5回ハリウッド批評家協会映画賞                                   | スタント賞                                   | DUNE/デューン 砂の惑星 | ノミネート | [ 172 ]         |
| 第5回ハリウッド批評家協会映画賞                                   | 衣裳デザイン賞                               | ボブ・モーガン、ジャクリーン・ウェスト | ノミネート | [ 172 ]         |
| 第5回ハリウッド批評家協会映画賞                                   | ヘア&メイクアップ賞                          | ドナルド・モワット、エヴァ・フォン・バール、ラヴ・ラーソン | ノミネート | [ 172 ]         |
| 第5回ハリウッド批評家協会映画賞                                   | 特殊効果賞                                   | ブライアン・オコナー、ゲルト・ネフツァー、ポール・ランバート、トリスタン・マイルス | 受賞       | [ 172 ]         |
| 第26回美術監督組合賞                                              | ファンタジー映画部門プロダクションデザイン賞 | パトリス・ヴァーメット | 受賞       | [ 173 ] [ 174 ] |
| 第72回アメリカ映画編集者協会賞                                    | ドラマ部門長編映画編集賞                     | ジョー・ウォーカー | ノミネート | [ 175 ] [ 176 ] |
| サンタバーバラ国際映画祭                                          | バラエティ・アーティサン賞                   | グリーグ・フレイザー（撮影部門） | 受賞       | [ 177 ]         |
| サンタバーバラ国際映画祭                                          | バラエティ・アーティサン賞                   | ボブ・モーガン、ジャクリーン・ウェスト（衣裳デザイン部門） | 受賞       | [ 177 ]         |
| 第20回視覚効果協会賞                                              | 長編映画部門視覚効果賞                       | ポール・ランバート、ブライス・パーカー、トリスタン・マイルス、ブライアン・オコナー、ゲルト・ネフツァー | 受賞       | [ 178 ]         |
| 第20回視覚効果協会賞                                              | 長編映画部門環境製作賞                       | リース・サルコム、スンジン・ウー、ジェレミー・トゥゼリー、マーク・オースティン（アラキスの都市製作） | ノミネート | [ 178 ]         |
| 第20回視覚効果協会賞                                              | 長編映画/アニメーション部門モデリング賞      | マーク・オースティン、アンナ・ヤマゾエ、マイケル・チャン、レイチェル・ダンク（ロイヤルオーニソプター製作） | 受賞       | [ 178 ]         |
| 第20回視覚効果協会賞                                              | 長編映画部門効果シミュレーション賞           | ゲロ・グリム、イヴァン・ラリンニン、ヒデキ・オカノ、ズニー・アン（アラキスの砂丘） | 受賞       | [ 178 ]         |
| 第20回視覚効果協会賞                                              | 長編映画部門合成&照明賞                      | グレゴリー・ハース、フランチェスコ・デルアンナ、アビシェーク・チャトゥルヴェーディー、クリーヴ・ズー（アラキス攻撃シークエンス）                                                                                                 | 受賞       | [ 178 ]         |
| 第20回視覚効果協会賞                                              | 長編映画部門合成&照明賞                      | パトリック・ハイネン、ジェイコブ・メイミューデス、T・J・バーク、ジェームズ・ジュヨン・リー（ホログラム、ハンターシーカー製作）                                                                                                   | ノミネート | [ 178 ]         |
| 作曲家・作詞家協会賞                                              | スタジオ映画部門作曲賞                       | ハンス・ジマー | ノミネート | [ 179 ]         |
| 第24回衣装デザイナー組合賞                                        | ファンタジー映画賞                           | ジャクリーン・ウェスト、ボブ・モーガン | 受賞       | [ 180 ]         |
| 第74回全米監督協会賞                                              | 長編映画監督賞                               | ドゥニ・ヴィルヌーヴ | ノミネート | [ 181 ] [ 182 ] |
| 第69回ゴールデン・リール賞                                        | 長編映画部門音響賞                           | デイヴィッド・バーチ | ノミネート | [ 183 ] [ 184 ] |
| 第69回ゴールデン・リール賞                                        | 長編映画効果音/フォーリー部門音響賞          | テオ・グリーン、マーク・マンジーニ、デイヴ・ホワイヘッド、フィル・バリ、リー・ギルモア、グレッグ・テン・ボス、ロバート・ケロウ、ピエロ・ムラ、クリストファー・ボニス、アンディー・マルコム、ゴロウ・コヤマ、サンドラ・フォックス | 受賞       | [ 183 ] [ 184 ] |
| 第69回ゴールデン・リール賞                                        | 長編音楽部門音響賞                           | クリント・ベネット、ライアン・ルービン、ピーター・マイルス | ノミネート | [ 183 ] [ 184 ] |
| 第27回クリティクス・チョイス・アワード                            | 作品賞                                       | DUNE/デューン 砂の惑星 | ノミネート | [ 185 ]         |
| 第27回クリティクス・チョイス・アワード                            | 監督賞                                       | ドゥニ・ヴィルヌーヴ | ノミネート | [ 185 ]         |
| 第27回クリティクス・チョイス・アワード                            | 脚色賞                                       | エリック・ロス、ジョン・スペイツ、ドゥニ・ヴィルヌーヴ | ノミネート | [ 185 ]         |
| 第27回クリティクス・チョイス・アワード                            | 撮影賞                                       | グリーグ・フレイザー | ノミネート | [ 185 ]         |
| 第27回クリティクス・チョイス・アワード                            | 美術賞                                       | パトリス・ヴァーメット、ズサンナ・シポス | 受賞       | [ 185 ]         |
| 第27回クリティクス・チョイス・アワード                            | 編集賞                                       | ジョー・ウォーカー | ノミネート | [ 185 ]         |
| 第27回クリティクス・チョイス・アワード                            | 衣装デザイン賞                               | ジャクリーン・ウェスト、ボブ・モーガン | ノミネート | [ 185 ]         |
| 第27回クリティクス・チョイス・アワード                            | メイクアップ&ヘア賞                          | DUNE/デューン 砂の惑星 | ノミネート | [ 185 ]         |
| 第27回クリティクス・チョイス・アワード                            | 視覚効果賞                                   | DUNE/デューン 砂の惑星 | 受賞       | [ 185 ]         |
| 第27回クリティクス・チョイス・アワード                            | 作曲賞                                       | ハンス・ジマー | 受賞       | [ 185 ]         |
| 第75回英国アカデミー賞                                            | 作品賞                                       | メアリー・ペアレント、ドゥニ・ヴィルヌーヴ、ケイル・ボイダー | ノミネート | [ 186 ]         |
| 第75回英国アカデミー賞                                            | 脚色賞                                       | エリック・ロス、ジョン・スペイツ、ドゥニ・ヴィルヌーヴ | ノミネート | [ 186 ]         |
| 第75回英国アカデミー賞                                            | キャスティング賞                             | フランシン・メイスラー | ノミネート | [ 186 ]         |
| 第75回英国アカデミー賞                                            | 撮影賞                                       | グリーグ・フレイザー | 受賞       | [ 186 ]         |
| 第75回英国アカデミー賞                                            | 衣装デザイン賞                               | ボブ・モーガン、ジャクリーン・ウェスト | ノミネート | [ 186 ]         |
| 第75回英国アカデミー賞                                            | 編集賞                                       | ジョー・ウォーカー | ノミネート | [ 186 ]         |
| 第75回英国アカデミー賞                                            | メイクアップ&ヘア賞                          | ラヴ・ラーソン、ドナルド・モワット | ノミネート | [ 186 ]         |
| 第75回英国アカデミー賞                                            | 作曲賞                                       | ハンス・ジマー | 受賞       | [ 186 ]         |
| 第75回英国アカデミー賞                                            | プロダクションデザイン賞                     | パトリス・ヴァーメット、ズサンナ・シポス | 受賞       | [ 186 ]         |
| 第75回英国アカデミー賞                                            | 音響賞                                       | マック・ルース、マーク・マンジーニ、ロン・バートレット、ダグ・ヘムフィル、テオ・グリーン、ロン・バートレット | 受賞       | [ 186 ]         |
| 第75回英国アカデミー賞                                            | 視覚効果賞                                   | ポール・ランバート、トリスタン・マイルス、ブライアン・オコナー、ゲルト・ネフツァー | 受賞       | [ 186 ]         |
| 第30回俳優女優組合賞                                              | 国際映画部門俳優賞                           | ハビエル・バルデム | ノミネート | [ 187 ]         |
| ゴールドダービー映画賞                                            | 作品賞                                       | DUNE/デューン 砂の惑星 | ノミネート | [ 188 ] [ 189 ] |
| ゴールドダービー映画賞                                            | 監督賞                                       | ドゥニ・ヴィルヌーヴ | ノミネート | [ 188 ] [ 189 ] |
| ゴールドダービー映画賞                                            | 脚色賞                                       | ドゥニ・ヴィルヌーヴ、エリック・ロス、ジョン・スペイツ | ノミネート | [ 188 ] [ 189 ] |
| ゴールドダービー映画賞                                            | 撮影賞                                       | グリーグ・フレイザー | 受賞       | [ 188 ] [ 189 ] |
| ゴールドダービー映画賞                                            | 編集賞                                       | ジョー・ウォーカー | 受賞       | [ 188 ] [ 189 ] |
| ゴールドダービー映画賞                                            | 衣装デザイン賞                               | ジャクリーン・ウェスト、ボブ・モーガン | ノミネート | [ 188 ] [ 189 ] |
| ゴールドダービー映画賞                                            | メイクアップ&ヘア賞                          | ドナルド・モワット、ラヴ・ラーソン、エヴァ・フォン・バール | ノミネート | [ 188 ] [ 189 ] |
| ゴールドダービー映画賞                                            | 作曲賞                                       | ハンス・ジマー | 受賞       | [ 188 ] [ 189 ] |
| ゴールドダービー映画賞                                            | プロダクションデザイン賞                     | パトリス・ヴァーメット、ズサンナ・シポス | 受賞       | [ 188 ] [ 189 ] |
| ゴールドダービー映画賞                                            | 音響賞                                       | マック・ルース、マーク・マンジーニ、ロン・バートレット、ダグ・ヘムフィル、テオ・グリーン、ロン・バートレット | 受賞       | [ 188 ] [ 189 ] |
| ゴールドダービー映画賞                                            | 視覚効果賞                                   | ポール・ランバート、トリスタン・マイルス、ブライアン・オコナー、ゲルト・ネフツァー | 受賞       | [ 188 ] [ 189 ] |
| ドリアン・アワード                                                | 監督賞                                       | ドゥニ・ヴィルヌーヴ | ノミネート | [ 190 ]         |
| ドリアン・アワード                                                | ヴィジュアリー・ストライキング賞             | DUNE/デューン 砂の惑星 | 受賞       | [ 190 ]         |
| ドリアン・アワード                                                | 音楽賞                                       | ハンス・ジマー | ノミネート | [ 190 ]         |
| 第58回映画オーディオ協会賞                                        | 長編映画部門録音賞                           | マック・ルース、ロン・バートレット、ダグ・ヘムフィル、アラン・メイヤーソン、トミー・オコンネル、ドン・ホワイト | 受賞       | [ 191 ]         |
| 第33回全米製作者組合賞                                            | 劇場映画賞                                   | メアリー・ペアレント、ドゥニ・ヴィルヌーヴ、ケイル・ボイター | ノミネート | [ 192 ]         |
| 第36回全米撮影監督協会賞                                          | 劇場映画部門撮影賞                           | グリーグ・フレイザー | 受賞       | [ 193 ]         |
| 第74回全米脚本家組合賞                                            | 脚色賞                                       | エリック・ロス、ジョン・スペイツ、ドゥニ・ヴィルヌーヴ | ノミネート | [ 194 ]         |
| 第94回アカデミー賞                                                | 作品賞                                       | メアリー・ペアレント、ドゥニ・ヴィルヌーヴ、ケイル・ボイダー | ノミネート | [ 195 ]         |
| 第94回アカデミー賞                                                | 脚色賞                                       | エリック・ロス、ジョン・スペイツ、ドゥニ・ヴィルヌーヴ | ノミネート | [ 195 ]         |
| 第94回アカデミー賞                                                | 作曲賞                                       | ハンス・ジマー | 受賞       | [ 195 ]         |
| 第94回アカデミー賞                                                | 衣裳デザイン賞                               | ジャクリーン・ウェスト、ボブ・モーガン | ノミネート | [ 195 ]         |
| 第94回アカデミー賞                                                | 録音賞                                       | マック・ルース、マーク・マンジーニ、テオ・グリーン、ダグ・ヘムフィル、ロン・バートレット | 受賞       | [ 195 ]         |
| 第94回アカデミー賞                                                | 編集賞                                       | ジョー・ウォーカー | 受賞       | [ 195 ]         |
| 第94回アカデミー賞                                                | メイクアップ&ヘアスタイリング賞              | ドナルド・モワット、ラヴ・ラーソン、エヴァ・フォン・バール | ノミネート | [ 195 ]         |
| 第94回アカデミー賞                                                | 撮影賞                                       | グリーグ・フレイザー | 受賞       | [ 195 ]         |
| 第94回アカデミー賞                                                | 美術賞                                       | パトリス・ヴァーメット、ズサンナ・シポス | 受賞       | [ 195 ]         |
| 第94回アカデミー賞                                                | 視覚効果賞                                   | ポール・ランバート、トリスタン・マイルズ、ブライアン・オコナー、ゲルト・ネフツァー | 受賞       | [ 195 ]         |
| 第26回サテライト賞                                                | 作品賞                                       | DUNE/デューン 砂の惑星 | ノミネート | [ 196 ]         |
| 第26回サテライト賞                                                | 監督賞                                       | ドゥニ・ヴィルヌーヴ | ノミネート | [ 196 ]         |
| 第26回サテライト賞                                                | 脚色賞                                       | ドゥニ・ヴィルヌーヴ、エリック・ロス、ジョン・スペイツ | ノミネート | [ 196 ]         |
| 第26回サテライト賞                                                | 撮影賞                                       | グリーグ・フレイザー | 受賞       | [ 196 ]         |
| 第26回サテライト賞                                                | 編集賞                                       | ジョー・ウォーカー | 受賞       | [ 196 ]         |
| 第26回サテライト賞                                                | プロダクションデザイン賞                     | パトリス・ヴァーメット、リチャード・ロバーツ、ズサンナ・シポス | ノミネート | [ 196 ]         |
| 第26回サテライト賞                                                | 衣装デザイン賞                               | ジャクリーン・ウェスト、ボブ・モーガン | ノミネート | [ 196 ]         |
| 第26回サテライト賞                                                | 作曲賞                                       | ハンス・ジマー | 受賞       | [ 196 ]         |
| 第26回サテライト賞                                                | 音響賞                                       | マック・ルース、マーク・マンジーニ、テオ・グリーン、ダグ・ヘムフィル、ロン・バートレット | ノミネート | [ 196 ]         |
| 第26回サテライト賞                                                | 視覚効果賞                                   | ポール・ランバート、トリスタン・マイルス、ブライアン・オコナー、ゲルト・ネフツァー | 受賞       | [ 196 ]         |
| 第64回グラミー賞                                                  | 映画・テレビサウンドトラック部門             | ハンス・ジマー | ノミネート | [ 197 ]         |
| 第35回キッズ・チョイス・アワード                                  | フェイバリット映画女優賞                     | ゼンデイヤ | 受賞       | [ 198 ]         |
| 第9回MTVミレニアル・アワード                                      | Movie for the Win                            | DUNE/デューン 砂の惑星 | ノミネート | [ 199 ]         |
| MTVムービー&TVアワード2022                                        | 作品賞                                       | DUNE/デューン 砂の惑星 | ノミネート | [ 200 ]         |
| MTVムービー&TVアワード2022                                        | 演技賞                                       | ティモシー・シャラメ | ノミネート | [ 200 ]         |
| ヒューゴー賞                                                      | 映像部門                                     | ドゥニ・ヴィルヌーヴ、エリック・ロス、ジョン・スペイツ、フランク・ハーバート | 受賞       | [ 201 ]         |
| ドラゴン・アワード                                                | SF/ファンタジー映画賞                        | DUNE/デューン 砂の惑星 | 受賞       | [ 202 ]         |
| 50周年記念サターン賞                                              | SF映画賞                                     | DUNE/デューン 砂の惑星 | ノミネート | [ 203 ]         |
| 50周年記念サターン賞                                              | 主演男優賞                                   | ティモシー・シャラメ | ノミネート | [ 203 ]         |
| 50周年記念サターン賞                                              | プロダクションデザイン賞                     | パトリス・ヴァーメット | ノミネート | [ 203 ]         |
| 50周年記念サターン賞                                              | 衣装デザイン賞                               | ボブ・モーガン、ジャクリーン・ウェスト | ノミネート | [ 203 ]         |
| 50周年記念サターン賞                                              | メイクアップ賞                               | ドナルド・モワット、ラヴ・ラーソン、エヴァ・フォン・バール | 受賞       | [ 203 ]         |

## シリーズ構想

### 続編
レジェンダリー・ピクチャーズは公式にはグリーンライトを出していないが、ヴィルヌーヴは『DUNE/デューン 砂の惑星』が原作小説の前半部分のみを映像化しており、続編で後半部分を映像化する二部作構想を語っている。これについて、彼は「この小説を1本の映画で製作することには同意できない」「物語の世界は非常に複雑で、その細部にこそ力が宿っているのです」と語っている。
2019年4月にレジェンダリーCEOのジョシュア・グローデが、『デューン』の2作目を製作予定であることを明かしており、同年11月にはスペイツがスピンオフシリーズ『Dune: The Sisterhood』のショーランナーを降板し、2作目の脚本執筆に専念することになった。2020年12月、ヴィルヌーヴはワーナー・ブラザースが『DUNE/デューン 砂の惑星』を劇場・配信同時公開する方針を発表したことを受け、劇場での興行成績低下によって続編製作が困難になることに対する懸念を表明した。
2021年10月26日、レジェンダリー・ピクチャーズは正式に続編の製作にグリーンライトが出され、続編の公開予定日が2023年10月20日であることを発表した。レジェンダリーのスポークスマンは、この発表に際して「ここまで来ることができたのは、ひとえにドゥニの並外れたビジョンと彼の才能あるスタッフ、脚本家、優れたキャスト、ワーナー・ブラザースの従業員、そしてもちろんファンの皆様のおかげです！『デューン』に乾杯」とコメントした。なお、続編の製作にあたり、ワーナーの劇場・配信同時公開計画に含まれない保証がされることが課題であったとされ、続編は劇場での独占公開になると報じられている。

### スピンオフ
『デューン 預言』
2019年6月、レジェンダリー・テレビジョンはスピンオフシリーズ『デューン シスターフッド』を製作し、HBO Maxで配信することを発表した。同作は『デューン/砂の惑星』に登場する女性組織「ベネ・ゲセリット」を題材にした前日譚となっている。パイロット版はヴィルヌーヴが監督、スペイツが脚本、ダナ・カルヴォがショーランナーを務めた。ヴィルヌーヴとスペイツはブライアン・ハーバート、バイロン・メリット、キム・ハーバートと共に製作総指揮も務めている。スペイツは2019年11月に映画の2作目の脚本執筆に専念するためにドラマ版の脚本家を降板したが、製作総指揮としてシリーズには留まった。同作はブダペストとヨルダンで2020年11月2日から撮影予定となっている。2024年5月16日、『デューン 預言』として2024年秋に米Maxで配信が開始されることが決定した。

## 関連書籍
- 『ドゥニ・ヴィルヌーヴの世界 アート・アンド・ソウル・オブ・DUNE/デューン 砂の惑星』 著：タニア・ラポイント 序文：ドゥニ・ヴィルヌーヴ イントロダクション：ブライアン・ハーバート&ケヴィン・J・アンダーソン 訳：阿部清美、DU BOOKS、2021年10月、ISBN 978-4866471433。
- 『ドゥニ・ヴィルヌーヴの世界 アート・アンド・ソウル・オブ・DUNE/デューン 砂の惑星 [普及版]』 著：タニア・ラポイント 序文：ドゥニ・ヴィルヌーヴ イントロダクション：ブライアン・ハーバート&ケヴィン・J・アンダーソン 訳：阿部清美、DU BOOKS、202３年11月、ISBN 978-4866472072。
- 『DUNE/デューン 砂の惑星 写真集 ドゥニ・ヴィルヌーヴによる大河SFの舞台裏』写真＆文：チアベラ・ジェームス まえがき:タニア・ラポイント 序文:レベッカ・ファーガソン あとがき:ブライアン・ハーバート 訳：阿部清美、DU BOOKS、2022年8月、ISBN 978-4866472003。